# Foment de Pietat Catalana
Foment de Pietat Catalana fou una associació eclesiàstica de Barcelona fundada l'any 1909 per Eudald Serra i Buixó dedicada a l'edició de llibres religiosos en català a preus assequibles que desenvolupà les seves activitats dins del moviment de renovació i recatalanització de l'església catòlica catalana de finals del segle xix i principis del segle xx. Fou erigida canònicament el 1916.

## Història

### Els inicis
L'any 1913 posà en marxa la Biblioteca Foment de Pietat Catalana, col·lecció de publicacions amb la finalitat de dignificar la religiositat popular a través de formularis nous de pregària i melodies de cants religiosos ben allunyats de la pietat del segle xix. Aquesta col·lecció va tenir un gran paper en la difusió popular d'obres de catequesi, apologètica, hagiografia, litúrgia, mística, ascètica, història eclesiàstica, etc. A més publicà les revistes La Veu de l'Àngel de la Guarda, El Missatger del Sagrat Cor de Jesús, El Bon Pastor i, fins a un cert punt, Catalunya Social. El bisbe de Vic Josep Torras i Bages fou el mentor espiritual d'aquestes obres i oferí la col·laboració de tres preveres vigatans: Pere Ginebra Espona, Joan Puntí i Collell i Josep Arderiu Tió.

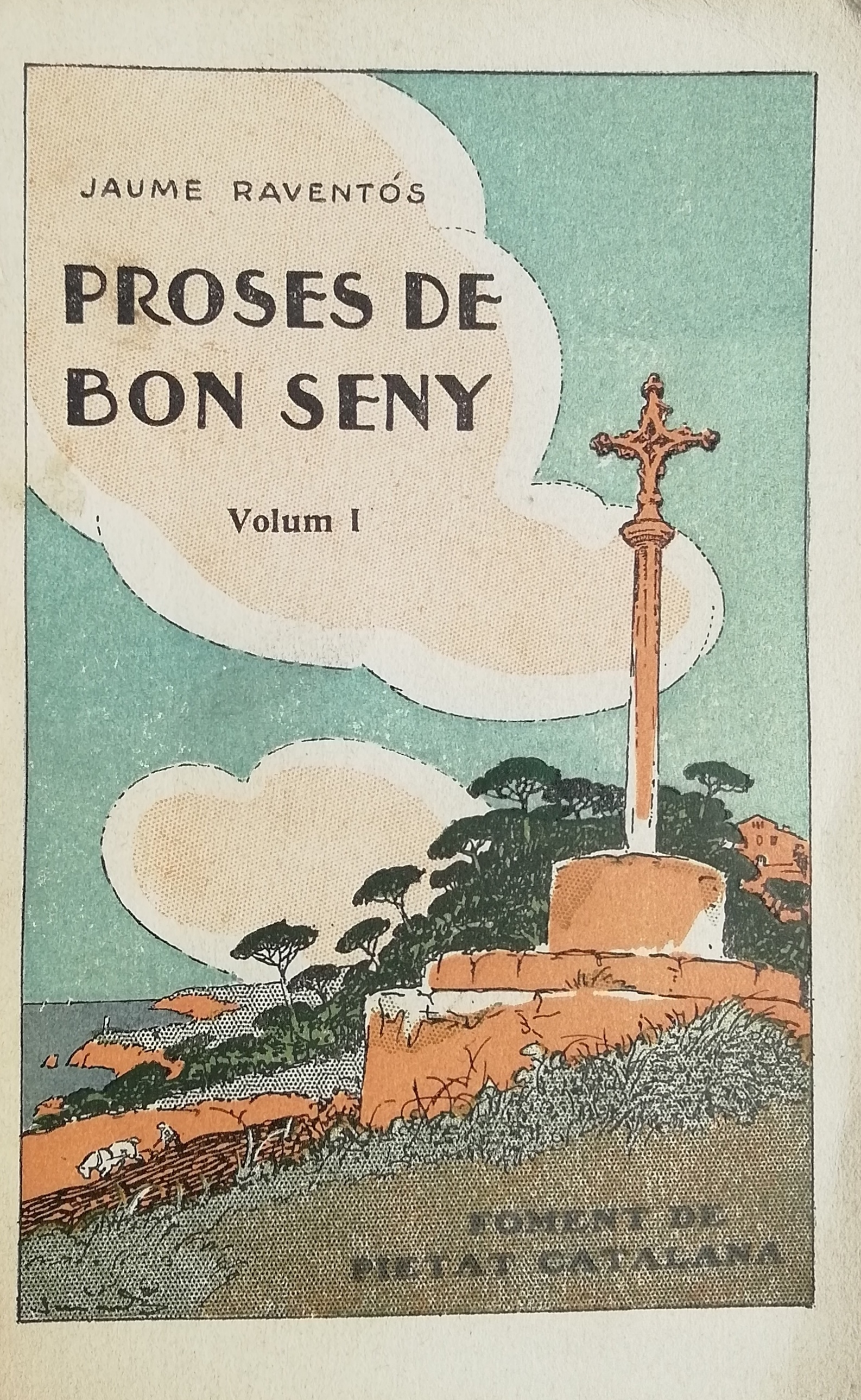
Exemplar de l'any 1922, d'un dels llibres que Foment de Pietat Catalana publicava. En aquest cas és el primer volum, de cinc, de Proses de Bon Seny de Jaume Raventós

L'any 1916 creà la Llibreria Balmes com a secció del Foment dedicada a la venda i difusió dels seus llibres. El 1920 s'instal·là a l'edifici del carrer Duran i Bas, 11, de Barcelona, on continua actualment (vegeu Palau de la Balmesiana).
L'any 1921 es creà l'Apostolat de Missions i Exercicis i Obres Auxiliars, que sota la direcció del jesuïta Josep Pijoan emprengué campanyes de predicació per les parròquies de Catalunya, sobretot rurals, on es feu sensible de les necessitats pastorals dels rectors en la renovació de la vida religiosa. Per aquest motiu creà l'Obra de Culte i Auxiliars Sacerdotals, dedicada a subministrar els mitjans de culte que mancaven en aquestes parròquies. La nova secció despertà la generositat de milers de persones que hi destinaren feina i almoines.
Secundat pel jesuïta Ignasi Casanovas i Camprubí, consiliari de l'entitat, l'any 1923 creà la Biblioteca Balmes a partir d'un fons de devocionaris i llibres d'espiritualitat col·leccionats pel mateix mossén Eudald Serra. Mossèn Ignasi Casanovas n'esdevingué director, amplià notablement el seu fons amb col·leccions d'obres d'investigació i revistes especialitzades i la convertí en un centre d'alta investigació religiosa. L'any 1925 començà a publicar l'Anuari de la Biblioteca Balmes que sota l'impuls de mossèn Josep Vives i Gatell, bibliotecari i historiador, es reconvertí en Analecta Sacra Tarraconensia, revista d'investigació d'història eclesiàstica.
L'any 1924 creà una nova secció, l'Obra del Sant Evangeli, dedicada a la publicació dels evangelis en català en un moment en què la litúrgia només feia servir i difonia el text bíblic en llatí.

### La dictadura de Primo de Rivera
L'adveniment de la dictadura de Primo de Rivera i la seva actitud contrària a la cultura catalana provocà canvis en l'entitat. L'any 1926 el patrimoni de Foment de Pietat Catalana fou traspassat a la societat Balmes, S.A. per salvaguardar-lo de les noves autoritats i de les pressions de les més altes instàncies eclesiàstiques pressionades pels polítics del govern de Madrid. I l'any 1929 la Sagrada Congregació del Concili, organisme vaticà encarregat de la disciplina eclesiàstica conegut actualment com a Dicasteri pel Clergat, obligà a l'entitat a suprimir l'adjectiu Catalana del seu nom.
El més significatiu fou, però, l'obligació de publicar en castellà. D'aquesta manera, als més de mil títols publicats en català s'afegiren el mateix nombre en castellà.

### La República, la Guerra Civil Espanyola, el nou règim franquista i la fi de l'entitat
La proclamació de la República permeté una certa normalització de les activitats de Foment de la Pietat. Malgrat això, el nou clima polític i l'anticlericalisme manifest de part de la societat aconsellà el manteniment de la societat Balmes, S.A. com aixoplug de les seves activitats. Així mateix no es recuperà l'epítet Catalana del seu nom original.
A l'esclat de la Guerra Civil Espanyola i el desfermament de la persecució religiosa dels anys 1936-1939 fou mort un dels fundadors, mossèn Ignasi Casanovas, quatre sacerdots redactors de les diverses publicacions i sis col·laboradors preveres i seglars. Les seves publicacions i activitats foren suspeses.
Després de la guerra, Foment de la Pietat fou acusada de difondre el catalanisme entre el clergat de Catalunya i dissolt legalment. Abans de la seva desaparició legal l'any 1939, però, traspassà les seves activitats a dues noves entitats canòniques: les activitats pastorals a la Fundació Cultura Religiosa i les activitats científiques a la Fundació Balmesiana. Paral·lelament, l'editorial Balmes, S.A. traspassà el seu patrimoni a les dues noves fundacions i al bisbat de Barcelona, abans de la seva autodissolució l'any 1940.